# Mutxamel Club de Fútbol
El Mutxamel Club de Fútbol es un club de fútbol español de la localidad alicantina de Muchamiel, en la Comunidad Valenciana. Fue fundado oficialmente en 1969 cuando compite por primera vez en liga federada en la región de Murcia, y actualmente milita en el grupo IV de Primera FFCV
Ha disputado 5 temporadas en Tercera División en las temporadas 1992/1993,1993/1994,1994/1995,1995/1996 y 1996,1997
En su palmarés cuenta con:
6 títulos de Primera Regional de la Comunidad Valenciana 
1 título de Regional Preferente de la Comunidad Valenciana 
3 Copas San Pedro ( 1994,1999 y 2024 )

## Datos del club
- Temporadas en Segunda División B: Ninguna.
- Temporadas en Tercera División: 5(1992/93,1993/94,1994/95,1995/96,1996/97)
- Temporadas en Regional Preferente: 20
- Temporadas en Primera Regional:21
- Temporadas en Segunda Regional:2